# スルプスカ共和国の地方行政区画

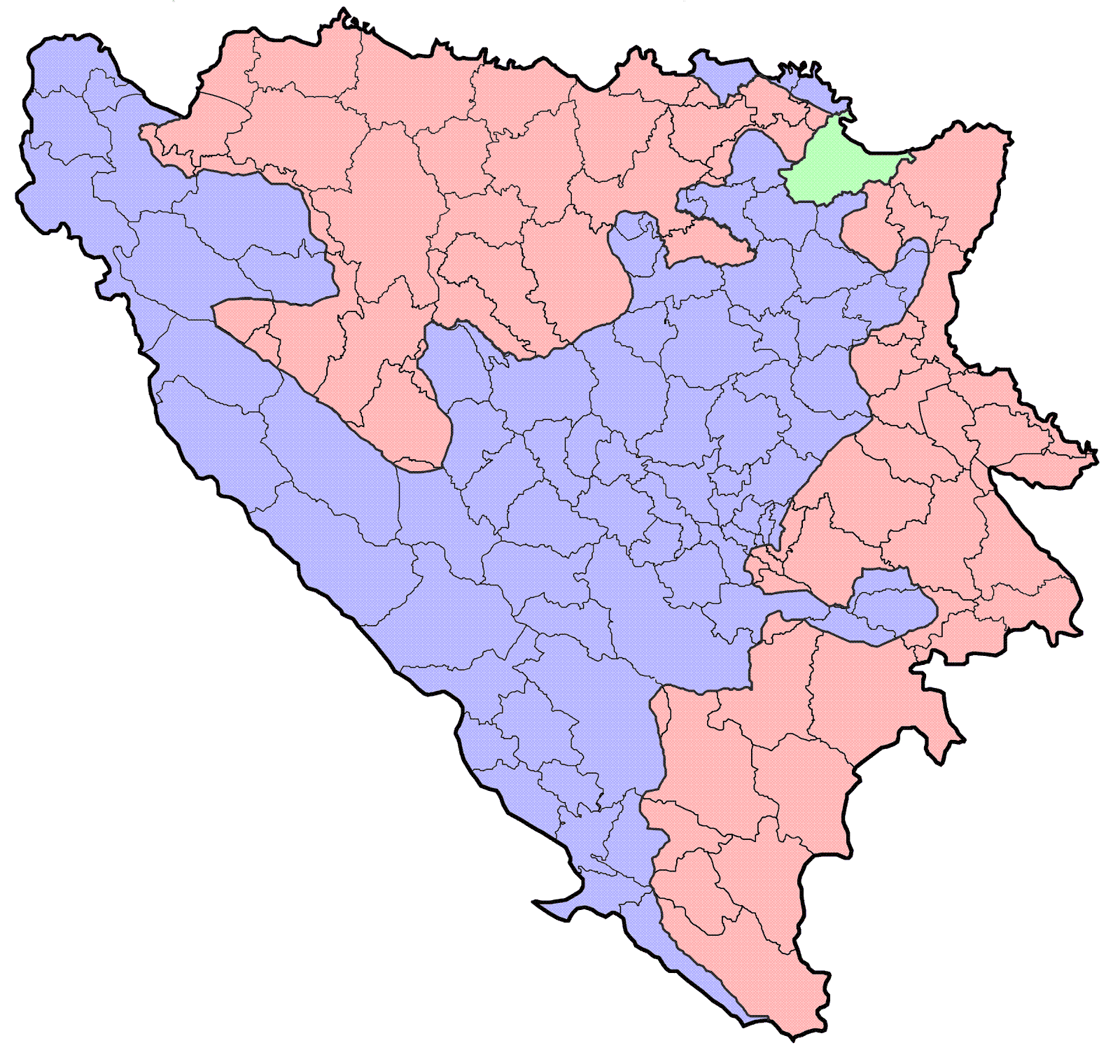
スルプスカ共和国の基礎自治体。スルプスカ共和国は赤、ブルチコ行政区は緑で示されている。

スルプスカ共和国の地方行政区画（スルプスカきょうわこくのちほうぎょうせいくかく）では、ボスニア・ヘルツェゴビナ共和国の2つの構成体（エンティティ）のうちの1つであるスルプスカ共和国の地方行政区画について述べる。スルプスカ共和国は、1994年の「領土区分と地方自治に関する法」によって80の基礎自治体に分けられた。ボスニア・ヘルツェゴビナ紛争の和平合意であるデイトン合意の成立後の1996年に、合意によるスルプスカ共和国の領域の変更を反映して法が修正され、スルプスカ共和国は63の基礎自治体に分けられることになった。
以下のリストは、スルプスカ共和国政府の公式ウェブサイトの情報をもとに作成されたものである。
「ボスニア・ヘルツェゴビナ共和国憲法裁判所の決定2004年9月22日のU 44/01に従い、特定された矛盾が除去されるまでの間、憲法裁判所の決定2004年9月22日のU 44/01に従い、効力を失った名前はいかに示す名前に置き換えられる。
--スルプスカ共和国公式サイト

## 地方の一覧
第一級行政区画に当たるが、行政機能を持たない。
| 地方名                   | 中心都市             | 人口 (2013年) | 面積 (km²) | 人口密度 (人／km²) |
| バニャ・ルカ地方         | バニャ・ルカ         | 437,079       | 9,824.11   | 44.49              |
| ドボイ地方               | ドボイ               | 226,523       | 2,423.62   | 93.46              |
| ビイェリナ地方           | ビイェリナ           | 298,255       | 1,042.93   | 285.97             |
| ヴラセニツァ地方         | ズヴォルニク         | 88,099        | 2,239.03   | 39.34              |
| サラエヴォ＝ロマニヤ地方 | ソコラツ             | 80,413        | 2,412.78   | 33.32              |
| フォチャ地方             | フォチャ             | 44,022        | 3,005.1    | 14.64              |
| トレビニェ地方           | トレビニェ           | 66,925        | 3,753.79   | 17.82              |
| 合計(スルプスカ共和国)   | バニャ・ルカ(事実上) | 1,326,991     | 24,526     | 54.10              |
| ------------------------ | -------------------- | ------------- | ---------- | ------------------ |

## 自治体の一覧
地方の下に最小の地方区分である63の基礎自治体を有する。以下はその一覧である。
A - バニャ・ルカ地方
1. バニャ・ルカ
2. ボサンスカ・コスタイニツァ（Bosanska Kostajnica、旧称スルプスカ・コスタイニツァ）
3. チェリナツ（Čelinac）
4. グラディシュカ（Gradiška）
5. イストチニ・ドルヴァル（Istočni Drvar、旧称スルプスカ・ドルヴァル）
6. ヤゼロ（Jezero）
7. クネジェヴォ（Kneževo）
8. コトル・ヴァロシュ（Kotor Varoš）
9. コザルスカ・ドゥビツァ（Kozarska Dubica）
10. クルパ・ナ・ウニ（Krupa na Uni）
11. クプレス（Kupres）
12. ラクタシ（Laktaši）
13. ムルコニチ・グラード（Mrkonjić Grad）
14. ノヴィ・グラード（Novi Grad）
15. オシュトラ・ルカ（Oštra Luka、旧称スルプスキ・サンスキ・モスト）
16. ペトロヴァツ（Petrovac）
17. プリイェドル（Prijedor）
18. プルニャヴォル（Prnjavor）
19. リブニク（Ribnik、旧称スルプスキ・クリュチ）
20. スルバツ（Srbac）
21. シポヴォ（Šipovo）
22. テスリチ（Teslić）

B - ドボイ地方
1. ボサンスキ・ブロド（Bosanski Brod、旧称スルプスキ・ブロド、あるいは単にブロドとも）
2. デルヴェンタ（Derventa）
3. ドボイ（Doboj）
4. ドニ・ジャバル（Donji Žabar、旧称スルプスコ・オラシェ）
5. モドリチャ（Modriča）
6. ペラギチェヴォ（Pelagićevo）
7. ペトロヴォ（Petrovo）
8. シャマツ（Šamac）
9. ヴコサヴリェ（Vukosavlje）

C - ビイェリナ地方
1. ビイェリナ（Bijeljina）
2. ロパレ（Lopare）
3. ウグリェヴィク（Ugljevik）

D - ヴラセニツァ地方
1. ブラトゥナツ（Bratunac）
2. ミリチ（Milići）
3. オスマツィ（Osmaci）
4. スレブレニツァ（Srebrenica）
5. シェコヴィチ（Šekovići）
6. ヴラセニツァ（Vlasenica）
7. ズヴォルニク（Zvornik）

E - サラエヴォ＝ロマニヤ地方（スコラツ地方）
1. ハン・ピイェサク（Han Pijesak）
2. ロガティツァ（Rogatica）
3. イストチナ・イリジャ*（Istočna Ilidža、旧称スルプスカ・イリジャ）
4. イストチニ・スタリ・グラド*（Istočni Stari Grad、旧称スルプスキ・スタリ・グラド）
5. イストチノ・ノヴォ・サラエヴォ*（Istočno Novo Sarajevo、旧称ルカヴィツァ、あるいはスルプスコ・ノヴォ・サラエヴォ）
6. パレ*（Pale）
7. ソコラツ*（Sokolac）
8. トルノヴォ*（Trnovo）

- *は合同でイストチノ・サラエヴォを構成

F - フォチャ地方
1. チャイニチェ（Čajniče）
2. フォチャ（Foča、旧称スルビニェ）
3. カリノヴィク（Kalinovik）
4. ノヴォ・ゴラジュデ（Novo Goražde、旧称スルプスコ・ゴラジュデ）
5. ルド（Rudo）
6. ヴィシェグラード（Višegrad）

G - トレビニェ地方
1. ベルコヴィチ（Berkovići）
2. ビレチャ（Bileća）
3. ガツコ（Gacko）
4. イストチニ・モスタル（Istočni Mostar、旧称スルプスキ・モスタル）
5. リュビニェ（Ljubinje）
6. ネヴェシニェ（Nevesinje）
7. トレビニェ（Trebinje）

## 改称された基礎自治体
2004年2月27日、ボスニア・ヘルツェゴビナ共和国憲法裁判所は、スルプスカ共和国の自治体の呼称に関して、「ボスニア・ヘルツェゴビナ共和国を構成する人民の平等を定めた原則に反する」として、ボスニア・ヘルツェゴビナ憲法に対する違反の見解を示した。その後、スルプスカ共和国の議会は新しい自治体の呼称を受け入れることを決定した。2004年9月22日、裁判所は、自治体の旧称が裁判所によって「暫定的に改名されるべき」と判断した 。以下は、自治体の旧称と改名後の名称である。
| 旧称                                                | 憲法裁判所の提案した名称                       | スルプスカ共和国の提案した名称                                    |
| --------------------------------------------------- | ---------------------------------------------- | ----------------------------------------------------------------- |
| スルプスキ・ドルヴァル Srpski Drvar                 | イストチニ・ドルヴァル Istočni Drvar           | スルプスカ共和国ドルヴァル Drvar Republike Srpske                 |
| スルプスキ・サンスキ・モスト Srpski Sanski Most     | オシュトラ・ルカ Oštra Luka                    | オシュトラ・ルカ Oštra Luka                                       |
| スルプスキ・モスタル Srpski Mostar                  | イストチニ・モスタル Istočni Mostar            | イストチニ・モスタル Istočni Mostar                               |
| スルプスコ・ゴラジュデ Srpsko Goražde               | ウスティプラチャ Ustiprača                     | スルプスカ共和国ゴラジュデ Goražde Republike Srpske               |
| スルビニェ Srbinje                                  | フォチャ Foča                                  | フォチャ/スルビニェ Foča/Srbinje                                  |
| スルプスキ・クリュチ Srpski Ključ                   | リブニク Ribnik                                | リブニク Ribnik                                                   |
| スルプスカ・コスタイニツァ Srpska Kostajnica        | ボサンスカ・コスタイニツァ Bosanska Kostajnica | コスタイニツァ Kostajnica                                         |
| スルプスキ・ブロド Srpski Brod                      | ボサンスキ・ブロド Bosanski Brod               | ブロド Brod                                                       |
| スルプスカ・イリジャ Srpska Ilidža                  | カシンド Kasindo                               | スルプスカ共和国イリジャ Ilidža Republike Srpske                  |
| スルプスコ・ノヴォ・サラエヴォ Srpsko Novo Sarajevo | ルカヴィツァ Lukavica                          | スルプスカ共和国ノヴォ・サラエヴォ Novo Sarajevo Republike Srpske |
| スルプスキ・スタリ・グラド Srpski stari grad        | イストニチ・スタリ・グラド Istočni stari grad  | スルプスカ共和国スタリ・グラド Stari grad Republike Srpske        |
| スルプスコ・オラシェ Srpsko Orašje                  | ドニ・ジャバル Donji Žabar                     | ドニ・ジャバル Donji Žabar                                        |

## かつての自治体
1996年の「領土区分と地方自治に関する法」には、現在ではその領域のすべて、あるいは一部がボスニア・ヘルツェゴビナ連邦に位置している自治体が「一時的に機能停止される」ものとして規定されている。加えて、スルプスカ共和国に位置している幾らかの自治体は、他の自治体に合併されている。
以下に、これらのかつての自治体の一覧を示す:
- ビハチ（Bihać）
- ツェンタル・サラエヴォ（Centar Sarajevo）
- グラモツ（Glamoč、シポヴォの一部）
- グラダチャツ（Gradačac、モドリチャおよびペラギチェヴォの一部）
- グラホヴォ（Grahovo、ボサンスコ・グラホヴォ）
- ハジチ（Hadžići）
- イリヤシュ（Ilijaš、ソコラツの一部）
- コニツ（Konjic、ネヴェシニェの一部）
- ルカヴァツ（Lukavac、ペトロヴォの一部）
- マグライ（Maglaj、ドボイの一部）
- オロヴォ（Olovo、ソコラツの一部）
- ライロヴァツ（Rajlovac）
- スケラニ（Skelani、スレブレニツァの一部）
- スルボブラン（Srbobran、シポヴォの一部）
- スレブレニク（Srebrenik）
- トゥズラ（Tuzla、ロパレの一部）
- ヴォガシチャ（Vogošća）
- ザヴィドヴィチ（Zavidovići）

加えて、公式にはスルプスカ共和国に属していないクラダニ自治体の一部が、シェコヴィチ自治体に含まれている。

## サラエヴォ
1993年、「国家の戦時あるいは戦争の差し迫った危機時におけるサラエヴォ・セルビア人都市に関する法」が制定され、「サラエヴォ・セルビア人都市」の範囲を次のように設定した: ツェンタル（Centar）、ハジチ（Hadžići）、イリジャ（Ilidža）、イリヤシュ（Ilijaš）、ノヴォ・サラエヴォ（Novo Sarajevo）、スタリ・グラード（Stari Grad）、ライロヴァツ（Rajlovac）、ヴォゴシュチャ（Vogošća）、トルノヴォ（Trnovo）。このうち、ツェンタル、ハジチ、イリヤシュ、ライロヴァツ、ヴォゴシュチャは実際にはボスニア・ヘルツェゴビナ連邦に編入されている。
現在、スルプスカ共和国側のサラエヴォには、次の6つの基礎自治体を含む: スルプスカ・イリジャ（カシンドに改名済み）、スルプスカ・ノヴォ・サラエヴォ（イストチノ・ノヴォ・サラエヴォに改名済み）、パレ、ソコラツ、スルプスキ・スタリ・グラド（イストチニ・スタリ・グラドに改名済み）、トルノヴォ。
1996年、「サラエヴォ・セルビア人都市」は「スルプスコ・サラエヴォ都市」に改名された。2004年、ボスニア・ヘルツェゴビナ共和国裁判所はこの名称は憲法違反であるため「暫定的に改名されるべき」であるとし、「イストチノ・サラエヴォ」（東サラエヴォ）に改名された。

## ブルチコ
ブルチコ行政区のうち重要な部分（ブルチコの市街地を中心に、面積では48%相当）はスルプスカ共和国の領土から成立した。スルプスカ共和国はこの部分を2000年3月8日まで支配していた。ブルチコ行政区が成立したとき、地区に含まれるスルプスカ共和国およびボスニア・ヘルツェゴビナ連邦の領土は、両構成主体の共有の領土とされた。ブルチコ行政区は両方の構成主体によって共有されているものとされるが、そのいずれからも支配を受けておらず、ボスニア・ヘルツェゴビナ共和国の直轄領となっている。スルプスカ共和国は公式にはブルチコ仲裁裁判を受諾していないが、実際にはこの結果を受け入れている。